# 48 Librae
FX Librae
Désignations
48 Librae (en abrégé 48 Lib) est une étoile Be de la constellation zodiacale de la Balance. Elle est visible à l'œil nu et il s'agit d'une étoile variable qui porte également la désignation de FX Librae, sa magnitude apparente variant entre les magnitudes 4,74 et 4,96.

## Environnement stellaire
48 Librae présente une parallaxe annuelle de 7,15 ± 0,12 mas telle que mesurée par le satellite Gaia, ce qui permet d'en déduire qu'elle est distante de 139,78 ± 2,38 pc (∼456 al) de la Terre. Elle se rapproche du Système solaire à une vitesse radiale héliocentrique de −7,5 km/s.
L'étoile est membre du sous-groupe Haut-Scorpion de l'association Scorpion-Centaure, qui est l'association d'étoiles massives de types O et B la plus proche du Système solaire. Le sous-groupe Haut-Scorpion est âgé d'environ 11 millions d'années.

## Propriétés
48 Librae est une étoile Be ainsi qu'une étoile à enveloppe bien étudiée. C'est une étoile bleu-blanc de la séquence principale de type spectral B3 Vsh,, mais qui s'est vu attribuer un grand nombre d'autres classifications spectrales telles que B3V, B5IIIp shell He-n, B6p shell, B4III, B3IV:e-shell, B3 shell et même B8Ia/Iab par différentes sources, couvrant une grande partie du spectre des classes de luminosité allant de la séquence principale à la supergéante.
Comme cela est la norme pour les étoiles à enveloppe, elle tourne très rapidement sur elle-même. Sa vitesse de rotation projetée est de 400 km/s, ce qui égale ou dépasse 80 % la vitesse critique, c'est-à-dire le seuil au-delà duquel l'étoile serait détruite. Cette vitesse de rotation très rapide donne à l'étoile une forme aplatie prononcée avec un bourrelet équatorial qu'on estime être 43 % plus grand que le rayon polaire. 48 Librae est six fois plus massive que le Soleil et son rayon est quatre fois plus grand que le rayon solaire. L'étoile est 1 100 fois plus lumineuse que le Soleil.
Le disque gazeux entourant 48 Librae s'étend jusqu'à atteindre environ 15 fois le rayon de l'astre et il est presque aligné avec la ligne de mire de la Terre, son inclinaison étant estimée à 85 ± 3°. Entre 1931 et 1935, le disque est devenu actif et l'est resté depuis, devenant le sujet de nombreuses études. L'asymétrie inhabituelles de ses raies en émission a conduit l'étoile à être classée à tort comme une supergéante bleue de type B8 Ia/Ib dans certaines études. Cette asymétrie montre un comportement quasi-périodique d'un type que l'on retrouve dans environ un tiers des étoiles Be, avec une période de 10 à 17 ans. Cette variation pourrait découler de la précession d'une vague de densité qui s'organise autour d'un bras dans le disque.
48 Librae est classée comme une variable de type γ Cas dont la magnitude varie entre 4,74 et 4,96. Une analyse spectroscopique et photométrique de cette variabilité montre que l'étoile présente 24 fréquences de variations. Elles sont pour l'essentiel dues à la rotation de l'étoile et la variation semble être liée à la structure du disque.